# Héctor Raphaël Quilliet
Héctor Raphaël Quilliet (Bois-Bernard, 11 marzo 1859 – Lilla, 26 novembre 1928) è stato un arcivescovo cattolico francese.

## Biografia
Fu ordinato sacerdote il 22 settembre 1881 nella diocesi di Cambrai e il 25 ottobre 1913 si incardinò sacerdote nella diocesi di Lilla.

### Ministero episcopale
Il 24 dicembre 1913 papa Pio X lo nominò vescovo di Limoges.
Il 19 marzo 1914 ha ricevuto la consacrazione episcopale dalle mani dell'arcivescovo Jean-Arthur Chollet, co-consacranti il vescovo di Arras Emile-Louis-Cornil Lobbedey e il vescovo di Lilla Alexis-Armand Charost (divenuto in seguito cardinale).
Il 18 giugno 1920 papa Benedetto XV lo nominò vescovo di Lilla. Il 23 marzo 1928, dopo aver rassegnato le sue dimissioni, papa Pio XI lo nominò arcivescovo titolare di Sergiopoli.
Noto per i suoi ideali antimodernisti, dopo diversi solleciti concesse il proprio consenso alla formazione del sindacalismo cristiano.
Morì a Lilla il 26 novembre 1928.

## Genealogia episcopale e successione apostolica
La genealogia episcopale è:
- Cardinale Scipione Rebiba
- Cardinale Giulio Antonio Santori
- Cardinale Girolamo Bernerio, O.P.
- Arcivescovo Galeazzo Sanvitale
- Cardinale Ludovico Ludovisi
- Cardinale Luigi Caetani
- Cardinale Ulderico Carpegna
- Cardinale Paluzzo Paluzzi Altieri degli Albertoni
- Papa Benedetto XIII
- Papa Benedetto XIV
- Papa Clemente XIII
- Cardinale Marcantonio Colonna
- Cardinale Giacinto Sigismondo Gerdil, B.
- Cardinale Giulio Maria della Somaglia
- Cardinale Carlo Odescalchi, S.I.
- Vescovo Eugène de Mazenod, O.M.I.
- Cardinale Joseph Hippolyte Guibert, O.M.I.
- Cardinale François-Marie-Benjamin Richard de la Vergne
- Vescovo Marie-Prosper-Adolphe de Bonfils
- Cardinale Louis-Ernest Dubois
- Arcivescovo Jean-Arthur Chollet
- Arcivescovo Héctor Raphaël Quilliet

La successione apostolica è:
- Vescovo Charles-Albert-Joseph Lecomte (1921)

## Opere
- Héctor Raphaël Quilliet, De civilis potestatis origine: theoria catholica, 1893.
- Héctor Raphaël Quilliet, La carità di Dio e la carità degli uomini, 1904.
- Héctor Raphaël Quilliet, Dio e la guerra, 1915.
- Héctor Raphaël Quilliet, La pace e il dovere attuale della guerra, 1917.